# Heliscus yucatanus
Heliscus yucatanus là một loài bọ cánh cứng trong họ Passalidae. Loài này được Bates miêu tả khoa học năm 1886.